# Lukas Weichenrieder
Lukas Weichenrieder OSB (* als Klaus Weichenrieder am 9. August 1944 in Nürnberg) war von 1982 bis 2004 der fünfte und letzte Abt des  1922 wiederbegründeten Klosters der Benediktiner in Weingarten in Oberschwaben.

## Leben
Weichenrieder studierte nach seinem Abitur 1967 am Spätberufenenseminar Theresianum in Bamberg Slawistik. Am 25. März 1969 legte er in Weingarten Profess ab. Die Priesterweihe empfing er am 8. August 1976. Nach Studien in Salzburg, Freiburg i. Br. und in Rom am Päpstlichen Athenaeum Sant’Anselmo sowie am Pontificium Collegium Russicum wurde er zum Dr. theol. promoviert.
Er wurde am 11. März 1982 von der Gemeinschaft der Mönche des Klosters Weingarten zum Abt gewählt. Während seiner 22-jährigen Amtszeit als Abt schieden 23 Mönche aus dem Kloster aus. Einige hatten bereits seit 10 oder 20 Jahren dort gelebt. Während seines Abbatiates förderte er den Byzantinischen Ritus.
Abt Lukas trat aus gesundheitlichen Gründen 2004 von seinem Amt zurück. Die Abtei Weingarten wurde 2010 aufgehoben. Er ist heute Wallfahrtsseelsorger in Mariazell.